# Mod (Dateiformat)
Mod (Abgeleitet aus der Dateiendung .mod für Modul) ist das erste Trackermodul-Format. Es wurde 1991 mit dem Protracker, einem Klon/Variante des Ultimate Soundtrackers von Karsten Obarski, auf dem Heimcomputer Commodore Amiga eingeführt. Er war auf die Fähigkeiten des Amiga-Soundchips Paula abgestimmt. Es unterstützt 4 Spuren (Ausgabekanäle des Audiocoprozessors) und 31 (ursprünglich nur 15 auf dem Ultimate Soundtracker) Samples mit 8 Bit Abtasttiefe (Verarbeitung des Audiocoprozessors) und Notenabstände von minimal 0,02 Sekunden (bedingt durch die Synchronisation mit der vertikalen Bildaustastlücke von 50 Hz).

### Spezifikationen
- The Mod Archive
- The Tracker's Handbook v0.5 – 10. Januar 1999, Matthew Coulson (englisch) MS-DOC Format (Memento vom 28. Juli 2014 im Internet Archive)

### Player
für Software-Plattformen

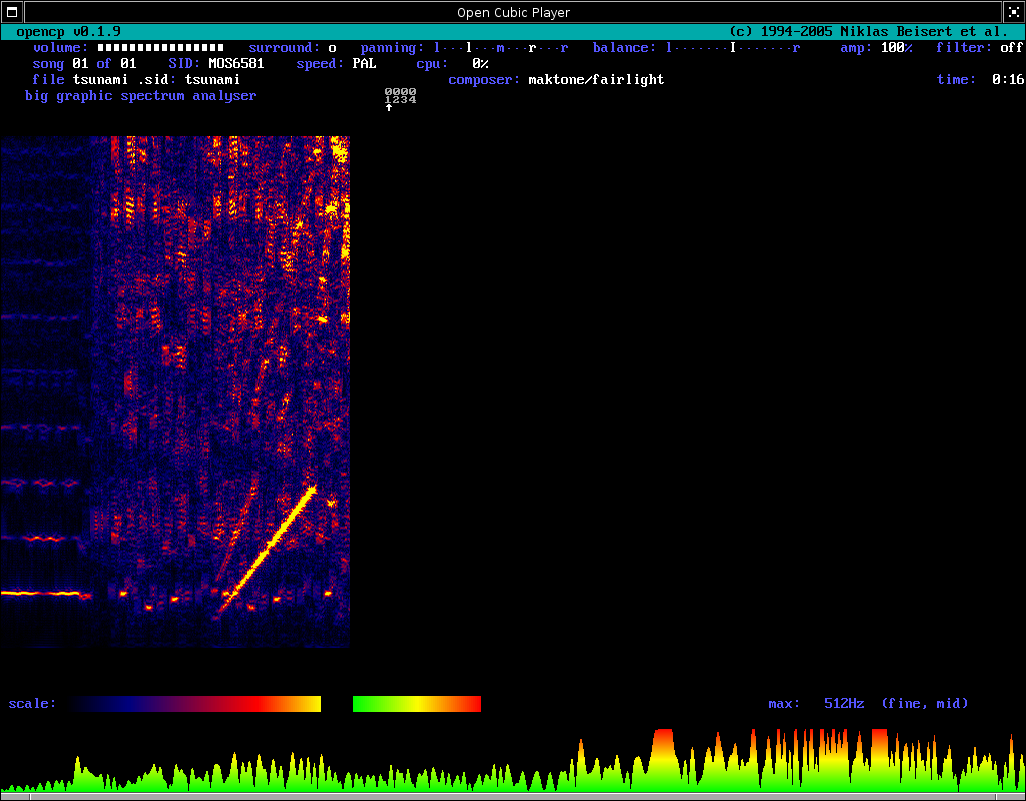
OpenCubic Player, Beispiel für einen typischen MOD-Player mit Audiovisualisierung (STFT Spectrum etc.)

- MikMod, opensource für viele Betriebssysteme, bietet über die libmikmod auch Unterstützung für andere Player
- Music Player Daemon, Audioplayer als Server unter Linux/Unix für zahlreiche Clients, benutzt libmikmod
- VLC Media Player, ein bekannter OpenSource-Mediaplayer, auch für andere Formate
- JavaMod, ein Modplayer in Java
- 8BitBoy, ein Flash-Modplayer
- FlashMod, ein Flash-Modplayer
- XMMS, ein Linux basierender Mediaplayer (mit Plugin auch Mod)
- stian.cubic.org OpenCubic Player, ein GPL-lizenzierter Cross-platform Mod-Player
- openmpt123, ein Kommandozeilenplayer für diverse Plattformen
- Inertia Player 1.22, in Assembler geschriebener MS-DOS Mod-Player, in der Demoszene populär, konnte als TSR-Programm betrieben werden, besitzt aufwändige Audiovisualisierung

für iPhone und iPod Touch
- Module Player (AppStore Link)
- ModBox (AppStore Link)
- modplayer (AppStore Link)